# George Miller Sternberg
George Miller Sternberg est un médecin militaire américain, né en 1838 et mort en 1915.
En 1860, il est diplômé à l’école de médecine et de chirurgie de New York. Jeune chirurgien assistant, il est capturé lors de la Première bataille de Bull Run et s’évade peu après. En 1881, il isole le bacille Pneumococcus, en même temps que Louis Pasteur. Il est chirurgien général des armées américaines de 1893 à 1902 et fonde l’École médicale des armées, aujourd’hui connue sous le nom de Walter Reed Army Institute of Research, en 1893.